# Lomanthus
Lomanthus là một chi thực vật có hoa trong họ Cúc (Asteraceae).

## Loài
Chi Lomanthus gồm các loài: